# George Siegmann

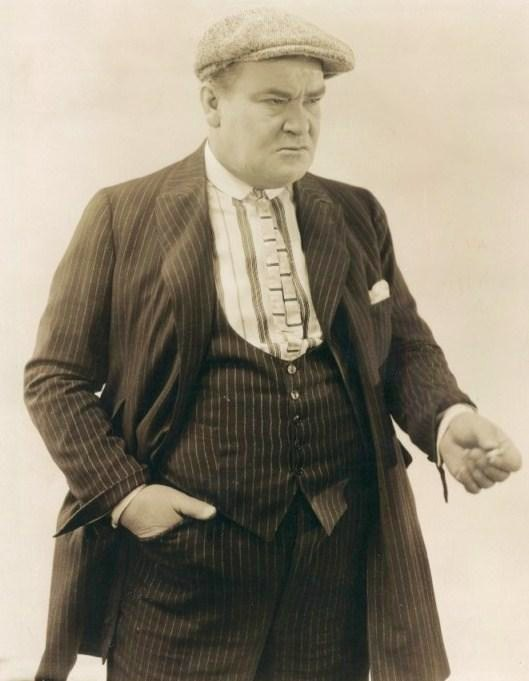
Siegmann en Fools First (1922)

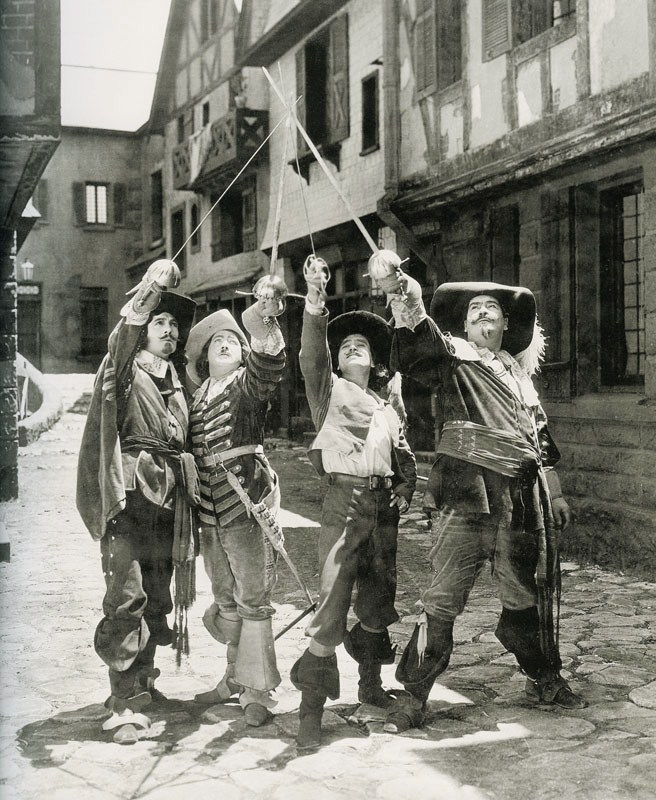
De izq. a der.: Léon Bary, Eugene Pallette, Douglas Fairbanks y George Siegmann en The Three Musketeers

George Siegmann (8 de febrero de 1882 – 22 de junio de 1928) fue un actor y director cinematográfico de nacionalidad estadounidense, activo en la época del cine mudo.

## Biografía
Nacido en Nueva York, entre sus papeles más notables figuran el de Silas Lynch en El nacimiento de una nación (1915), Porthos en The Three Musketeers (1921), Bill Sikes en Oliver Twist (1922), el guarda en El legado tenebroso, y el Dr. Hardquanonne en El hombre que ríe (completada en 1927 y estrenada en 1928).
En junio de 1915 Siegmann resultó gravemente herido en un accidente con un cohe conducido por el actor y director Todd Browning, que también sufrió heridas de consideración. Otro pasajero, el actor Elmer Booth, falleció en el acto. Siegmann se rompió cuatro costillas, tuvo una herida profunda en un muslo y lesiones internas.
George Siegmann se casó en 1927 con Maud Darby. Cerca de un año después, en 1928, el cineasta falleció en Hollywood, California,  a causa de una larga enfermedad, una anemia perniciosa. Fue enterrado en el Cementerio Calvary, en Los Ángeles.

## Filmografía

### Actor (selección)
- 1909 : Confidence, de D. W. Griffith
- 1909 : The Sealed Room, de D. W. Griffith
- 1910 : A Flash of Light, de D. W. Griffith
- 1912 : Father Beaucaire, de [Hal Reid]]
- 1913 : Duty and the Man, de Oscar Apfel
- 1913 : The Power of the Sea, de Travers Vale
- 1914 : The Loafer
- 1914 : The Intruder, de Christy Cabanne
- 1914 : At Dawn, de Donald Crisp
- 1914 : La conciencia vengadora, de D. W. Griffith
- 1914 : The Green-Eyed Devil, de James Kirkwood, Sr.
- 1914 : A Father's Heart, de Paul Powell
- 1914 : Hogar, dulce hogar, de D. W. Griffith
- 1914 : The Body in the Trunk, de John B. O'Brien
- 1915 : El nacimiento de una nación, de D. W. Griffith (también ayudante de dirección)
- 1916 : Intolerancia, de D. W. Griffith (también ayudante de dirección)
- 1917 : Grafters, de Arthur Rosson
- 1918 : El gran amor, de D. W. Griffith
- 1918 : Corazones del mundo, de D. W. Griffith
- 1919 : The Hawk's Trail, de W. S. Van Dyke
- 1920 : The Untamed, de Emmett J. Flynn
- 1920 : Little Miss Rebellion, de George Fawcett
- 1921 : A Connecticut Yankee in King Arthur's Court, de Emmett J. Flynn
- 1921 : The Three Musketeers, de Fred Niblo
- 1921 : Queen of Sheba, de J. Gordon Edwards
- 1921 : Desperate Trails, de John Ford
- 1921 : Silent Years, de Louis Gasnier
- 1921 : The Big Punch, de John Ford
- 1922 : Oliver Twist, de Frank Lloyd
- 1922 : Fools First, de Marshall Neilan
- 1922 : Monte Cristo, de Emmett J. Flynn
- 1922 : Hungry Hearts, de E. Mason Hopper
- 1922 : A California Romance, de Jerome Storm
- 1923 : Lost and Found on a South Sea Island, de Raoul Walsh
- 1923 : Scaramouche, de Rex Ingram
- 1923 : Hell's Hole, de Emmett J. Flynn
- 1923 : Anna Christie, de John Griffith Wray y Thomas H. Ince
- 1923 : The Eagle's Feather, de Edward Sloman
- 1923 : Merry-Go-Round, de Erich von Stroheim y Rupert Julian
- 1923 : Jealous Husbands, de Maurice Tourneur
- 1923 : The Man Life Passed By, de Victor Schertzinger
- 1924 : Stolen Secrets, de Irving Cummings
- 1924 : A Sainted Devil, de Joseph Henabery
- 1924 : The Shooting of Dan McGrew, de Clarence G. Badger
- 1924 : When a Girl Loves, de Victor Halperin
- 1924 : The Guilty One, de Joseph Henabery
- 1924 : Revelation, de George D. Baker
- 1924 : Janice Meredith, de E. Mason Hopper
- 1924 : Recompense, de Harry Beaumont
- 1925 : Zander the Great, de George W. Hill
- 1925 : The Red Kimona, de Walter Lang y Dorothy Davenport
- 1925 : Pursued, de Dell Henderson
- 1925 : The Caretaker's Daughter, de Leo McCarey
- 1925 : Sporting Life, de Maurice Tourneur
- 1925 : Never the Twain Shall Meet, de Maurice Tourneur
- 1925 : The Phantom Express, de John G. Adolfi
- 1926 : The Palace of Pleasure, de Emmett J. Flynn
- 1926 : My Old Dutch, de Laurence Trimble
- 1926 : Born to the West, de John Waters
- 1926 : Poker Faces, de Harry A. Pollard
- 1926 : The Old Soak, de Edward Sloman
- 1927 : Uncle Tom's Cabin, de Harry A. Pollard
- 1927 : El rey de reyes, de Cecil B. DeMille
- 1927 : Hotel Imperial, de Mauritz Stiller
- 1927 : Love Me and the World is Mine, de Ewald André Dupont
- 1927 : El legado tenebroso, de Paul Leni
- 1927 : The Red Mill, de Roscoe Arbuckle
- 1928 : Stop That Man, de Nat Ross
- 1928 : El hombre que ríe, de Paul Leni

### Director (íntegra)
- 1915 : His Lesson (también actor)

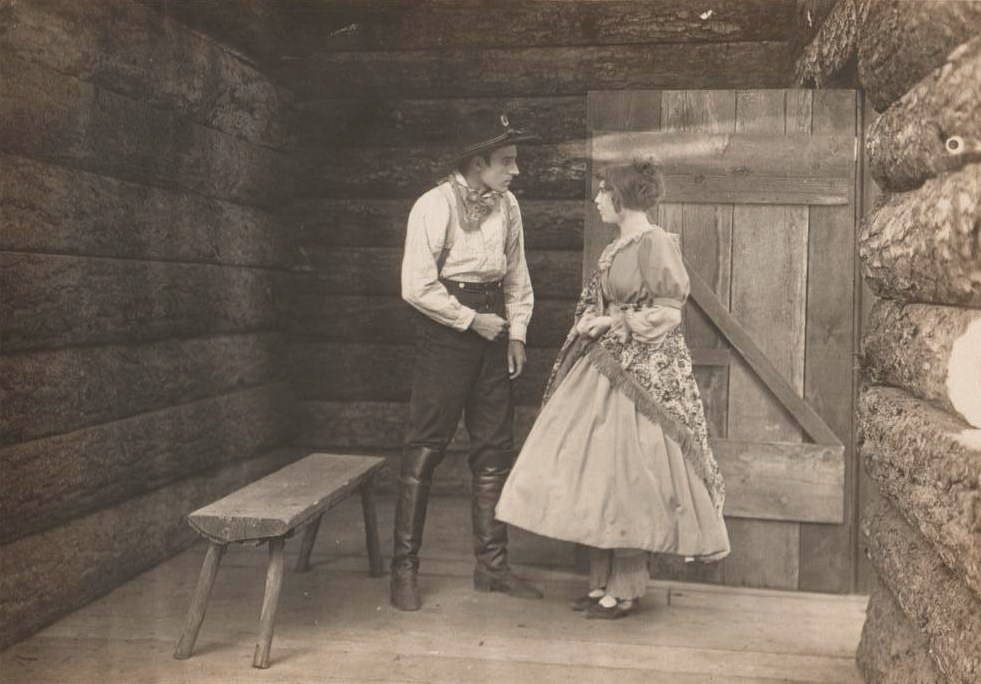
Frank Bennett y Dorothy Gish en The Little Yank (1917)

- 1915 : How Hazel Got Even, codirigida con Donald Crisp
- 1915 : The Man with a Record
- 1915 : The Victim
- 1915 : A Breath of Summer
- 1915 : A Yankee from the West (también actor)
- 1915 : Hearts and Flowers
- 1916 : Atta Boy's Last Race
- 1917 : The Spirit of '76
- 1917 : The Little Yank
- 1917 : Should She Obey ? (también actor)
- 1917 : Mother Love and the Law (también actor)
- 1918 : My Unmarried Wife
- 1919 : The Spitfire of Desire
- 1919 : The Woman Under Cover
- 1919 : The Trembling Hour